# Parc national Kinglake

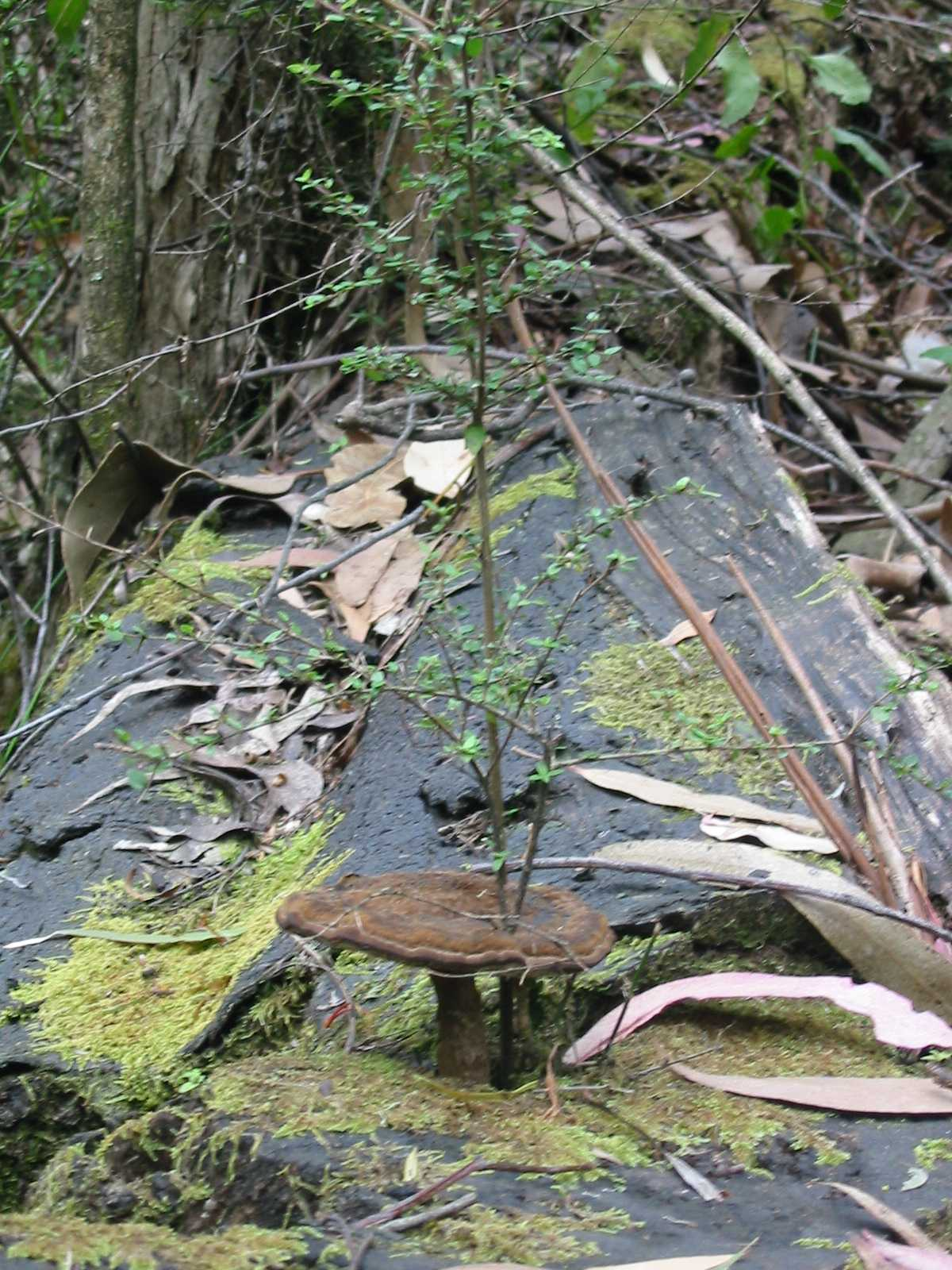
Flore du parc Kinglake

Le parc national Kinglake (The Kinglake National Park) est un parc national au Victoria en Australie, situé à 50 kilomètres au nord-est de Melbourne. 
La faune du parc comprend de nombreux animaux sauvages caractéristiques de la faune australienne : wallaby, kangourou, wombat, opossum et échidné. On peut aussi y trouver de nombreuses espèces d'oiseaux comme le cacatoès, la perruche royale, la rosella et l'oiseau-lyre. Les oiseaux lyres sont communs et on peut les voir creuser les tas de feuilles le long des chemins de promenade.